# سودینگ
سودینگ (به آلمانی: Söding) یک منطقهٔ مسکونی در اتریش است که در ویتسبرگ واقع شده‌است. سودینگ ۹٫۱ کیلومتر مربع مساحت دارد ۳۸۰ متر بالاتر از سطح دریا واقع شده‌است.